# آرامگاه لینکلن
آرامگاه لینکلن محل دفن نهایی آبراهام لینکلن، شانزدهمین رئیس‌جمهور ایالات متحده آمریکا، همسرش مری تاد لینکلن و سه نفر از چهار پسر آنان — ادوارد، ویلی و تاد — است. این آرامگاه در گورستان اوک‌ریج در اسپرینگفیلد، ایلینوی قرار دارد. 
این بنای گرانیتی پایه‌ای یک و نیم طبقه‌ای به شکل ذوزنقه دارد که یک اُبِلیسک بر فراز آن قرار گرفته و در یک سمت، ورودی نیم‌دایره‌ای برای تالار پذیرش و در سمت دیگر فضای مدور محل دفن تعبیه شده است. در نمای بیرونی، چهار پلکان بالستره‌دار به تراسی در سطح بالاتر منتهی می‌شوند. نرده‌های سنگی پیرامون این تراس را تشکیل می‌دهند و در پای اُبلیسک چندین تندیس برنزی و نقش‌برجستهٔ سنگی قرار گرفته‌است. اُبلیسک ۱۱۷ فوت (۳۶ متر) ارتفاع دارد. 
یک مجسمهٔ برنزی از گوتزن بورگلوم به نام سر لینکلن بر سکویی مقابل ورودی نصب است؛ نسخهٔ مرمری اصلی آن در کاخ کنگره آمریکا قرار دارد. داخل ورودی آرامگاه یک روتوندای مرکزی قرار دارد که راهروهایی آن را به اتاق تدفین متصل می‌کند. در فضای داخلی به‌طور گسترده از سنگ مرمر استفاده شده و چندین مجسمهٔ برنزی شناخته‌شده از لینکلن در اتاق ورودی و راهروها به نمایش گذاشته شده‌اند. پنجره‌ای از شیشه‌های رنگی و پرچم‌ها فضای دخمه را می‌آرایند و در مرکز آن بنای یادبود مرمری سرخ‌رنگ با کتیبه‌ای قرار دارد. 
پس از پایان مراسم و آیین‌های مربوط به مرگ لینکلن، پیکر او ابتدا در آرامگاهی موقتی در همان گورستان گذاشته شد و بعدها به آرامگاه دائمی منتقل شد. مالکیت و ادارهٔ آرامگاه بر عهدهٔ ایالت ایلینوی به عنوان «محوطهٔ تاریخی آرامگاه لینکلن» است. این بنا در سال ۱۹۶۰ یکی از نخستین بناهای تاریخی ملی اعلام شد و در سال ۱۹۶۶ در فهرست ثبت ملی اماکن تاریخی ایالات متحده ثبت گردید.

## تاریخ
در ۱۶ آوریل ۱۸۶۵، دو روز پس از ترور آبراهام لینکلن، گروهی از شهروندان اسپرینگفیلد «انجمن ملی بنای یادبود لینکلن» را تشکیل دادند و تلاش برای جمع‌آوری بودجه جهت ساخت یک یادمان یا آرامگاه را آغاز کردند. وقتی قطار تشییع جنازه در ۳ مه به اسپرینگفیلد رسید، جسد لینکلن یک شب در کاپیتول ایالت ایلینوی در معرض عموم قرار گرفت. پس از مراسم خاکسپاری، تابوت او در آرامگاه موقتی گورستان اوک‌ریج قرار داده شد، همان محلی که خانم لینکلن درخواست کرده بود. در دسامبر همان سال، جسد او به آرامگاهی موقت در نزدیکی محل یادبود آینده منتقل شد. در سال ۱۸۷۱، سه سال پس از آغاز ساخت آرامگاه، پیکر لینکلن و سه پسر کوچک‌ترش در دخمه‌های بنای نیمه‌تمام قرار داده شد.
در ۱۸۷۴ و پس از تکمیل یادبود که توسط لارکین گلدسمیت مید طراحی شده بود، جسد لینکلن درون یک گور سنگی مرمری در مرکز اتاقی که به «زندان زیرزمینی» یا «اتاق تدفین» معروف بود، قرار گرفت. با این حال، در ۱۸۷۶ دو خلافکار اهل شیکاگو تلاش نافرجامی برای ربودن جسد لینکلن و مطالبه باج انجام دادند؛ در پی این حادثه، انجمن بنا جسد را در بخش دیگری از یادبود مخفی کرد: ابتدا زیر چوب و آوار و سپس در زمین درون آرامگاه دفن نمود. وقتی مری تاد لینکلن در ۱۸۸۲ درگذشت، جسد او در کنار لینکلن قرار گرفت، اما در ۱۸۸۷ هر دو به یک آرامگاه آجری زیر کف اتاق تدفین منتقل شدند.
تا سال ۱۸۹۵، زمانی که دولت ایالت مالکیت بنا را به دست گرفت، مجموعه رو به خرابی بود. بین سال‌های ۱۸۹۹ تا ۱۹۰۱، در برنامه‌ای برای بازسازی، هر پنج تابوت به آرامگاهی زیرزمینی نزدیک منتقل شدند. پس از اتمام بازسازی، مسئولان ایالت آن‌ها را به اتاق تدفین بازگرداندند و تابوت لینکلن را در همان سارکوفاگ پیشین قرار دادند. چند ماه بعد و به درخواست رابرت تاد لینکلن، تنها پسر بازماندهٔ رئیس‌جمهور، جسد لینکلن به محل نهایی خود در دخمه‌ای بتنی در عمق ۱۰ فوت (۳ متر) زیر سطح اتاق تدفین منتقل شد. در سال‌های ۱۹۳۰–۳۱، دولت ایالت فضای داخلی بنا را به سبک آرت دکو بازسازی کرد و در سال بعد توسط رئیس‌جمهور هربرت هوور دوباره افتتاح شد؛ از آن زمان تغییر عمده‌ای در بنا رخ نداده است. آرامگاه لینکلن در سال ۱۹۶۰ به عنوان یک یادمان ملی تاریخی شناخته شد.

## طراحی و معماری
بنای آرامگاه در مرکز زمینی به مساحت ۱۲٫۵ جریب (۵۱٬۰۰۰ متر مربع) قرار دارد. این بنا از گرانیت استخراج‌شده در بیدفورد، مِین ساخته شده و در کویینسی، ماساچوست تراش داده شده است. آرامگاه دارای پایه‌ای مستطیلی است که اُبلیسکی به ارتفاع ۱۱۷ فوت (۳۶ متر) و ورودی نیم‌دایره‌ای بر فراز آن قرار دارد. نسخهٔ برنزی سر لینکلن ساختهٔ گوتزون بورگلوم که نمونهٔ مرمری آن در کاخ کنگره آمریکا قرار دارد، بر سکویی در مقابل ورودی نصب شده است. چهار ردیف پلکان بالستره‌دار — دو در در دو طرف ورودی و دو در پشت — به تراسی همسطح می‌رسند. نردهٔ سنگی پیرامون این تراس را تشکیل می‌دهد و در گذشته این تراس برای عموم باز بود اما بعدها به دلایل ایمنی بسته شد.
در مرکز تراس، پایه‌ای بزرگ و تزیینی اُبلیسک را نگه می‌دارد. بر دیوارهای این پایه ۴۰ سنگ تراشیده‌شده به شکل سپر قرار گرفته است؛ ۳۷ سپر دارای حروف اختصاری ایالت‌های آمریکا در زمان ساخت آرامگاه هستند و سه سپر دیگر با حروف «U»، «S» و «A» علامت‌گذاری شده‌اند. سپرها توسط دو نوار برجسته به یکدیگر متصل‌اند و زنجیره‌ای پیوسته دور پایه تشکیل می‌دهند. چهار تندیس برنزی گوشه‌های پایه را زینت می‌دهند؛ این مجسمه‌ها نماد پیاده‌نظام، نیروی دریایی، توپخانه و سواره‌نظام دورهٔ جنگ داخلی آمریکا هستند و در جلوی اُبلیسک و بالای ورودی، تندیس تمام‌قدی از لینکلن قرار دارد. معمار و مجسمه‌ساز این بنا لارکین جی. مید بود که این نقش‌برجسته‌ها و تندیس‌ها را طراحی و اجرا کرد.
فضای داخلی بنا از سنگ مرمر استخراج‌شده در ایالت‌های مینه‌سوتا، میزوری، ماساچوست، آرکانزاس، یوتا و همچنین کشورهای ایتالیا، اسپانیا، فرانسه و بلژیک ساخته شده است و شامل یک روتوندا، اتاق تدفین و راهروهای ارتباطی می‌شود. نمونهٔ کوچک‌شدهٔ مجسمهٔ دانیل چستر فرنچ از سال ۱۹۲۰ که در یادبود لینکلن واشینگتن دی‌سی نصب است، تالار ورودی را تسخیر کرده است. دیوارهای روتوندا با ۱۶ ستون‌نمای مرمرین تزئین شده‌اند که توسط پانل‌های مرمر از هم جدا شده‌اند؛ این پیلسترها نماد لینکلن و ۱۵ رئیس‌جمهور پیش از او هستند. اتاق همچنین دارای ۳۶ پنل برنزی است که هر یک نمایندهٔ یکی از ایالت‌های زمان مرگ لینکلن‌اند و سقف آن با پالادیوم زرین پوشیده شده است.
راهروهایی از روتوندا به اتاق تدفین در پشت بنا منتهی می‌شوند. در تورفتگی‌های دیوار این راهروها، هشت مجسمه از پیکره‌تراشان برجسته قرار دارد که مراحل مختلف زندگی لینکلن را نمایش می‌دهند. چهار لوح برنزی بر دیوارها به ترتیب حاوی خطاب وداع، سخنرانی گتیسبورگ، بخشی از سخنرانی دوم تحلیف و یک زندگینامهٔ کوتاه هستند. ستاره‌های بزرگ طلایی در مجموعه‌های دوازده‌تایی در هر گوشهٔ بنا، ۴۸ ایالت اتحاد را در زمان بازسازی سال ۱۹۳۰ یادآوری می‌کنند.
اتاق تدفین دارای دیوارهای مرمرین سیاه و سفید و سقف پوشیده از ورق طلاست. در مرکز این اتاق، بنای یادبود سنگی به وزن ۷ تُن از سنگ مرمر سرخ‌رنگ با نام و سال‌های زندگی لینکلن قرار دارد که مکان تقریبی دخمه را مشخص می‌کند؛ دخمهٔ واقعی ۳۰ اینچ عقب‌تر و در عمق ۱۰ فوت (۳ متر) قرار دارد. نه پرچم در نیم‌دایره‌ای پیرامون این بنا قرار گرفته‌اند: هفت پرچم متعلق به ایالت‌های ماساچوست، نیوجرسی، پنسیلوانیا، ویرجینیا، کنتاکی، ایندیانا و ایلینوی هستند و یادآور زادگاه و سرزمین‌های اجدادی لینکلن‌اند؛ دو پرچم دیگر، پرچم ایالات متحده و پرچم رئیس‌جمهور ایالات متحده آمریکا هستند. عبارت «اکنون او از آن ابدیت است» که گفته می‌شود توسط ادوین ام. استانتون، وزیر جنگ وقت، هنگام مرگ لینکلن بر زبان آمده، بر دیوار بالای پنجرهٔ شیشه‌رنگی حک شده است. در امتداد دیوار جنوبی اتاق، چهار دخمهٔ دیگر قرار دارد که بقایای مری تاد لینکلن و سه پسرش، ادوارد، ویلی و تاد در آن‌ها به خاک سپرده شده است؛ پسر بزرگ‌ترشان، رابرت تاد لینکلن، در گورستان ملی آرلینگتون در کنار همسر و پسرش دفن شده است.
آرامگاه با دخمه‌های اضافی برای سایر اعضای خانوادهٔ لینکلن طراحی شد، اما چون دیگر اعضای خانواده ترجیح دادند در مکان‌های دیگری دفن شوند، این دخمه‌ها خالی باقی مانده‌اند.
طراحی اولیهٔ فضای سبز پیرامون آرامگاه توسط ویلیام ساندرز، طراح برجستهٔ فضای سبز و کارمند دولت که پیش‌تر گورستان اوک‌ریج و گورستان ملی سربازان گتیسبورگ — محل سخنرانی معروف لینکلن — را طراحی کرده بود، انجام شد.

## یادمان‌های مجاور
به عنوان بخشی از محوطه‌ای که تحت نظارت ایالت ایلینوی قرار دارد و در فاصلهٔ کوتاهی از آرامگاه لینکلن واقع است، سه یادمان جنگی ساخته شده‌اند:
- یادمان سربازان ایلینوی در جنگ جهانی دوم در دسامبر ۲۰۰۴ افتتاح شد. این یادمان به ۹۸۷٬۰۰۰ نفر از مردان و زنان ایلینوی که در جنگ جهانی دوم خدمت کردند و ۲۲٬۰۰۰ نفری که جان خود را از دست دادند، ادای احترام می‌کند. مرکز آن کره‌ای سفید به وزن ۲۲ تن از بتن است که دو دیوار گرانیتی سیاه‌رنگ آن را در بر می‌گیرند. دکمه‌های فولادی روی کره موقعیت نبردهای عمده را نشان می‌دهند و نقل‌قول‌هایی از رهبران نظامی و رؤسای جمهور فرانکلین دی. روزولت و هری اس. ترومن بر دیوار حک شده است.
- یادمان جنگ کره به ۱٬۷۴۸ شهروند ایلینوی که در جنگ کره (۱۹۵۰–۱۹۵۳) کشته شدند، ادای احترام می‌کند. این یادمان در ۱۶ ژوئن ۱۹۹۶ افتتاح شد و شامل ناقوسی برنزی به ارتفاع ۱۲ فوت و قطر ۱۲ فوت است که روی پایه‌ای از گرانیت قرار گرفته است. در چهار تورفتگی پیرامون ناقوس، تندیس‌هایی بزرگ‌تر از اندازهٔ طبیعی نمایندهٔ شاخه‌های مختلف نیروهای مسلح آمریکا قرار دارند و نام کشته‌شدگان ایلینوی بر روی پایه حک شده است. سامانهٔ کاریلون این یادمان برنامه‌های موسیقی کوتاهی را در فواصل منظم پخش می‌کند.
- یادمان جانبازان جنگ ویتنام به نزدیک به ۳٬۰۰۰ شهروند ایلینوی که در جنگ ویتنام کشته یا مفقودالاثر شدند اختصاص دارد. این یادمان که در ۱۹۸۸ افتتاح شد، طرحی دایره‌ای دارد که بازدیدکنندگان می‌توانند از هر سو وارد حیاط داخلی آن شوند. نام کشته‌شدگان یا مفقودشدگان بر پنج لوح گرانیتی حک شده است که هر یک نمایندهٔ یکی از شاخه‌های نیروهای مسلح ایالات متحده آمریکا است.